# 克莱斯河
克莱斯河（法語：Claise，法語發音：[klɛz]）是法国中央-盧瓦爾河谷大區安德尔省与安德尔-卢瓦尔省的河流，是克勒兹河的右支流，长86.51千米。